# Lokomotiw Kubań
Lokomotiw Kubań – rosyjski klub koszykarski z siedzibą w Krasnodarze. Klub powstał w 1946 roku, wielokrotnie zmieniając nazwy. Największym osiągnięciem zespołu jest zdobycie pucharu Rosji w 2000 roku.

## Nazwy zespołu
- 1946 – 2003 - Lokomotiw Mineralnyje Wody
- 2003 – 2009 - Lokomotiw-Rostow
- od 2009 - Lokomotiw Kubań